# Pleopeltis fructuosa
Pleopeltis fructuosa là một loài thực vật có mạch trong họ Polypodiaceae. Loài này được (Maxon & Weath.) Lellinger miêu tả khoa học đầu tiên năm 1977.